# Позо-Вента, Виллиан
Виллиан Позо-Вента (исп. Willian Pozo-Venta; род. 27 августа 1997, Гавана) — норвежский и кубинский футболист, нападающий клуба КТП и сборной Кубы.

## Биография

### Клубная карьера
Позо-Вента родился в Гаване, но в возрасте четырёх лет переехал в Норвегию и является воспитанником норвежского футбола. В сезоне 2013/14 находился в юношеской команде французского «Меца», но затем вернулся в Норвегию, где присоединился к молодёжной команде «Тромсё». В 2015 году сыграл два матча за фарм-клуб «Тромсё» в четвёртом дивизионе. В 2016 и 2017 годах выступал в третьей лиге за клуб «Фолло». В сезоне 2018 выступал в чемпионате Молдавии за клуб «Зимбру». Затем перешёл в польский клуб первой лиги «Стомиль», но за основной состав команды не играл. В 2020 подписал контракт с клубом норвежской ОБОС-лиги «Стрёммен», в составе которого сыграл 9 матчей. В 2021 году также находился в заявке «Стрёммена», но на поле не выходил. 27 августа перешёл в клуб третьей лиги «Нутодден». 13 января 2023 года подписал однолетний контракт с клубом чемпионата Финляндии КТП.

### Карьера в сборной
В начале карьеры вызывался в юношеские сборные Норвегии до 17 и до 18 лет. Летом 2021 года был вызван в сборную Кубы на матчи первого отборочного раунда чемпионата мира 2022. Дебютировал в её составе 2 июня в игре против сборной Британских Виргинских Островов (5:0), в которой был заменён на 64-й минуте. Был включён в состав сборной на Золотой кубок КОНКАКАФ 2023.